# BumpTop
BumpTop és un prototip d'entorn d'escriptori, dissenyat per millorar la funcionalitat tradicional dels ordinadors en emular el comportament normal d'un escriptori del món real. És controlat per la interacció del punter, pel que és més adequat per Tablet PC i palmtops. Va ser creat a la Universitat de Toronto per Anand Agarawala com a tesi doctoral.
En  BumpTop , els documents es comporten com blocs tridimensionals estirat en una taula virtual. L'usuari pot posicionar els blocs a l'escriptori utilitzant el llapis òptic o un ratolí. Fa ampli ús de la física amb efectes del llançat i cops que s'apliquen als documents quan interaccionen per a una experiència més realista. Els blocs poden apilar de formes definides. La selecció múltiple es realitza mitjançant d'un LassoMenu, aquesta eina és utilitzada realitzant un traç al voltant dels elements i posteriorment les tasques més comunes són mostrades en un menú tipus pastís. BumpTop és compatible amb Windows XP/Vista/7.
BumpTop va ser comprat per Google en abril de 2010.